# Werner Schlachetka
Werner Schlachetka (* 29. Oktober 1943 in Bendsburg; † 12. März 2016 in Jena) war ein deutscher Buchautor und Schachspieler.

## Leben
Schlachetka machte 1962 sein Abitur im thüringischen Eisenberg und erlernte danach den Beruf eines Spitzendrehers im Armaturenwerk Eisenberg. An der Technischen Hochschule Karl-Marx-Stadt erwarb er 1969 das Diplom. Von 1969 bis zum Juni 1989 arbeitete er als Berufsschullehrer an der Betriebsschule des VEB Carl Zeiss Jena vorwiegend in den Fächern Elektronik, BMSR-Technik und EDV. Kurz vor der deutschen Wiedervereinigung 1989/90 wurde er aus politischen Gründen aus dem Schuldienst entfernt. Er bekam eine Stelle als Programmierer im Forschungszentrum von Carl Zeiss in Jena angeboten, wo er bis 1991 tätig war. Im Zuge der gesamten Rekonstruierung des Kombinates wurden schließlich fast alle laufenden Projekte eingestellt und die Entlassung drohte. In dieser Situation bewarb sich Schlachetka für eine ausgeschriebene Stelle als Gründungsbeauftragter einer Qualifizierungsgesellschaft im Zuge der Ausgründungswelle. Er bekam diesen Job und gründete mit dreißig Mitarbeitern 1991 eine gemeinnützige Bildungs-GmbH und wurde deren erster Geschäftsführer. Diese existiert heute noch als Ernst-Abbe-Akademie Jena. Nachdem sein befristeter Arbeitsvertrag 1992 ausgelaufen war, verließ er diese Gesellschaft und ging zurück in den Schuldienst des neuen Freistaates Thüringen. Bis zu seiner Pensionierung im Jahr 2008 arbeitete er an der Karl-Volkmar-Stoy-Schule als Fachlehrer für Datenverarbeitung, Programmierung und Systementwicklung und war gleichzeitig als Fachkonferenzleiter tätig.
Für sein besonderes Engagement in der Berufsausbildung, speziell für jahrelange erfolgreiche Teilnahmen seiner Schüler am Bundeswettbewerb Informatik mit dem oftmaligen Erreichen erster Preise, wurde Schlachetka 2003 in München der Lehrer-Preis der Helmholtz-Gemeinschaft verliehen.
Er war seit 1970 mit seiner Ehefrau Elvira verheiratet und hinterließ zwei Töchter, fünf Enkelkinder und drei Urenkel.

## Fernschach
Schlachetka wurde 1984 DDR-Meister in der 11. DDR-Fernschachmeisterschaft, nachdem er bereits zwei Jahre zuvor Vizemeister geworden war. Damit verbunden war die Qualifikation zum Halbfinale der Fernschach-Weltmeisterschaft. In diesem Turnier qualifizierte er sich für das Kandidatenfinale (¾-Finale) der Fernschach-Weltmeisterschaft. Der Einzug in das Finale indes gelang ihm dann nicht mehr.
Mit der DDR-Nationalmannschaft qualifizierte sich Schlachetka für die Endrunde der III. Europa-Mannschaftsmeisterschaft. Als diese gestartet wurde, gab es aber die DDR nicht mehr. Später wurde er zusammen mit dem Leipziger Knut Herschel in das erste gesamtdeutsche Fernschachteam für die IV. Europameisterschafts-Endrunde berufen. Mit 8½ Punkten aus 11 Partien hatte er bedeutenden Anteil am Gesamtsieg der deutschen Mannschaft. Mit diesem Europameistertitel beendete er auch seine aktive Laufbahn. Er vertrat die Ansicht, dass die immer stärker werdenden Computer-Schachprogramme, die als Hilfsmittel erlaubt blieben, den Reiz des klassischen Fernschachs mit eigenständiger Analysearbeit allmählich zunichtemachen.
Für seine Turnierleistungen wurde Schlachetka von der ICCF der Titel Internationaler Fernschachmeister verliehen.

## Erfolge
- 1982: DDR-Vizefernschachmeister
- 1984: DDR-Fernschachmeister
- 1999: Fernschach-Europameister im Team

## Auszeichnungen
- 1988: Internationaler Fernschachmeister
- 2003: Lehrer-Preis der Helmholtz-Gemeinschaft

## Publikationen
- 99 Gereimte Witze-Querbeet, Verlag Neue Literatur, Jena 2005, ISBN 3-938157-07-0.
- Märchen-Rätsel-Reime, Königsfurt-Urania, 2010, ISBN 978-3-86826-018-2.
- Homers Ilias in gereimten Versen, Verlag Bibliopolis, 2011, ISBN 978-3-933925-94-7.
- Die Bibel in Reimen –- Die schönsten Geschichten der Heiligen Schrift, Luther-Verlag, 2012, ISBN 978-3-7858-0608-1.
- 400 Rätselreime der Bibel, Luther-Verlag, 2013, ISBN 978-3-7858-0622-7.
- Homers Odyssee in gereimten Versen, Verlag Bibliopolis, 2013, ISBN 978-3-933925-96-1.